# Daniel Michalski (Leichtathlet)
Daniel Michalski (* 10. September 1995 in Chattanooga, Tennessee) ist ein US-amerikanischer Leichtathlet, der sich auf den Hindernislauf spezialisiert hat.

## Sportliche Laufbahn
Daniel Michalski wuchs in Xenia in Ohio auf und absolvierte ein Studium an der Cedarville University in Ohio. Erste internationale Erfahrungen sammelte er im Jahr 2023, als er bei den Panamerikanischen Spielen in Santiago de Chile in 8:36,47 min die Silbermedaille über 3000 m Hindernis hinter dem Kanadier Jean-Simon Desgagnés gewann.

## Persönliche Bestleistungen
- 3000 m Hindernis: 8:20,96 min, 25. Juli 2021 in Azusa